# Japán lonc
A japán lonc (Lonicera japonica) a mácsonyavirágúak (Dipsacales) rendjébe, ezen belül a loncfélék (Caprifoliaceae) családjába tartozó faj.

## Előfordulása
A japán lonc eredeti előfordulási területe Kelet-Ázsia volt. A természetes élőhelyei a nevét adó Japánban, valamint Kínában és a Koreai-félszigeten vannak. Manapság dísznövényként a világon számos helyen termesztik; emiatt Új-Zélandon, az Amerikai Egyesült Államokban és egyéb országokban is inváziós fajjá vált.

## Változatai
- Lonicera japonica var. chinensis (P.Watson) Baker (1871)
- Lonicera japonica var. japonica autonym
- Lonicera japonica var. miyagusukiana Makino (1912)

## Megjelenése
Kúszónövény, mely 10 méter, vagy ennél magasabbra is felkúszik; a természetben fákra, a kertekben mesterséges állványokra, kerítésekre is. A levelei átellenesen ülnek, egyszerűen oválisak, 3-8 centiméter hosszúak és 2-3 centiméter szélesek. Virágai nyitottak és általában fehérek, néha halvány sárgák; édes vanília illatot árasztanak. A gyümölcse fekete színű, gömb alakú és kicsi, csak 3-4 milliméter átmérőjű; benne néhány mag található.

## Életmódja
Szárazságtűrő növényfaj. A magokon kívül, hajtások által is szaporodik. Úgy a természetes élőhelyén, mint a betelepített helyeken, a japán lonc fontos tápláléknövénye a szarvasféléknek, nyúlféléknek, kolibriféléknek és egyéb állatoknak.

## Felhasználása
Világszerte kerti dísznövénykét terjedt el. A kitenyésztett L. japonica var. repens nevű változat elnyerte a The Royal Horticultural Society a Royal Horticultural Society Award of Garden Merit, azaz nagyjából Kerti Termesztésre Érdemes Növény Díját.
Az őshazáiban a hagyományos orvoslásokban szokták felhasználni.

## Képek

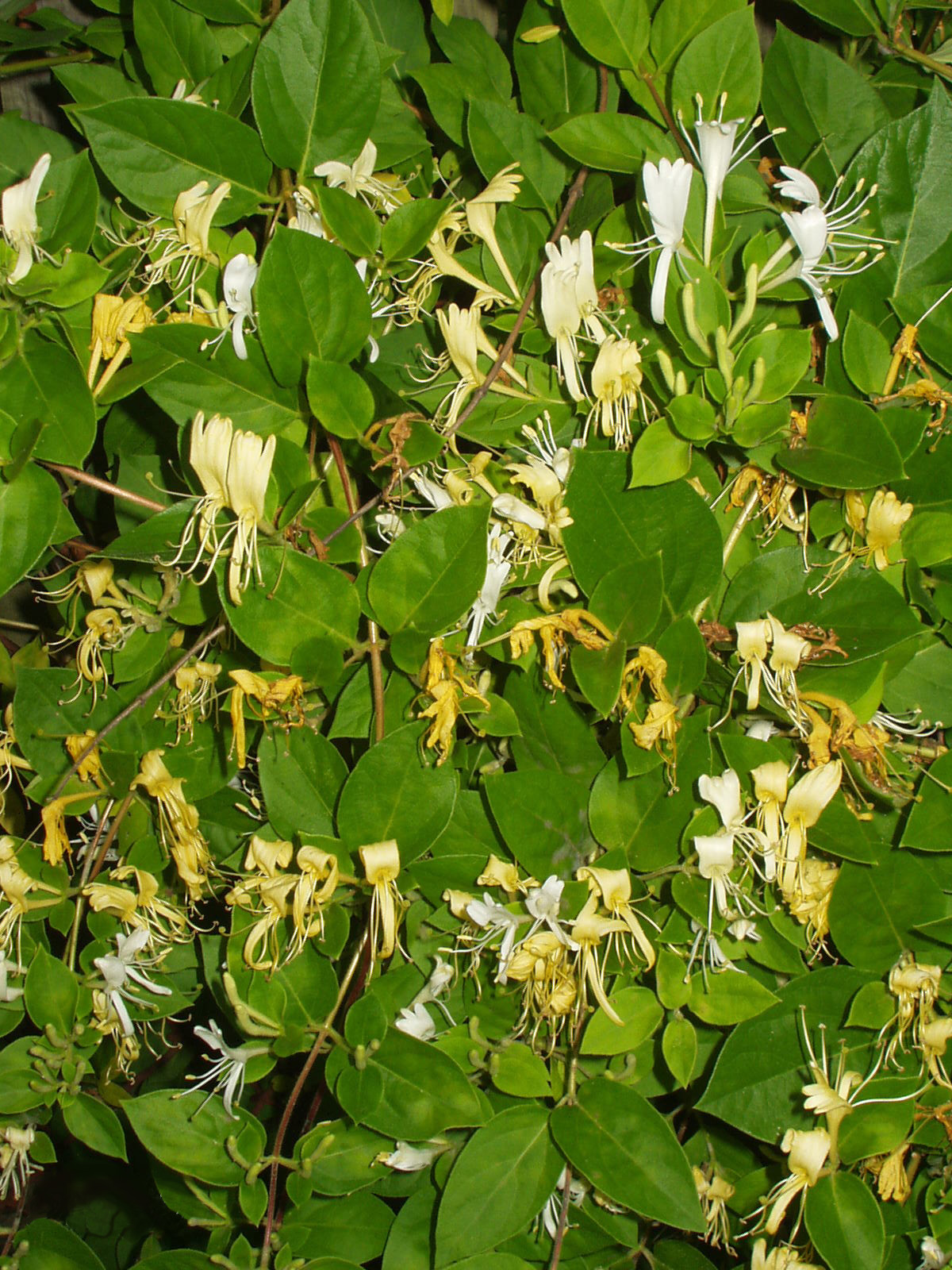
A növény
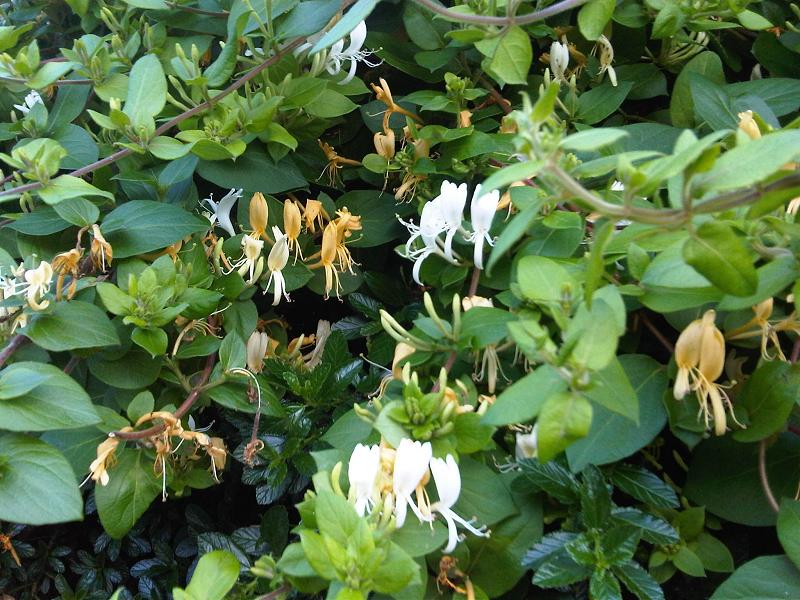
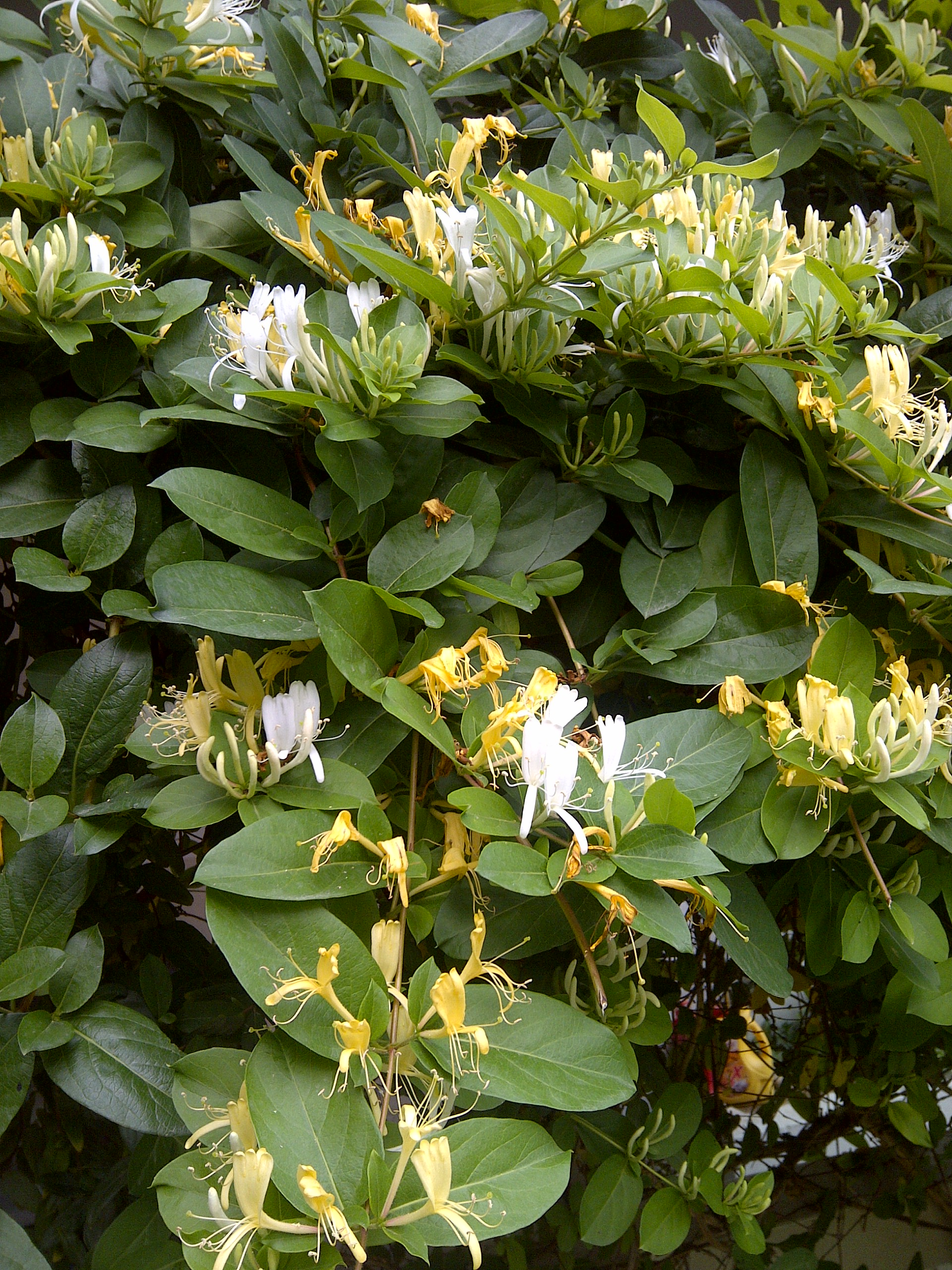
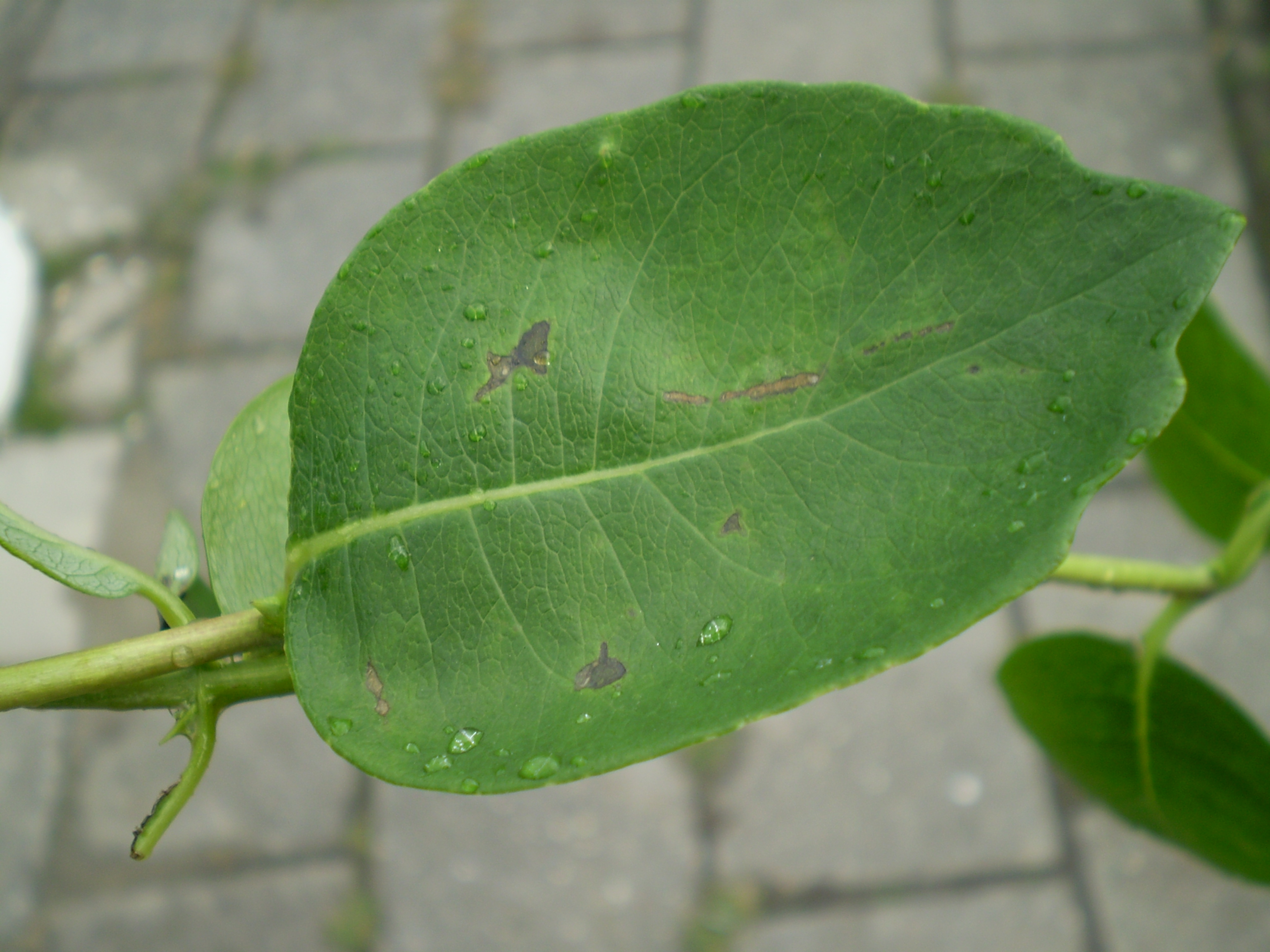
Levelei
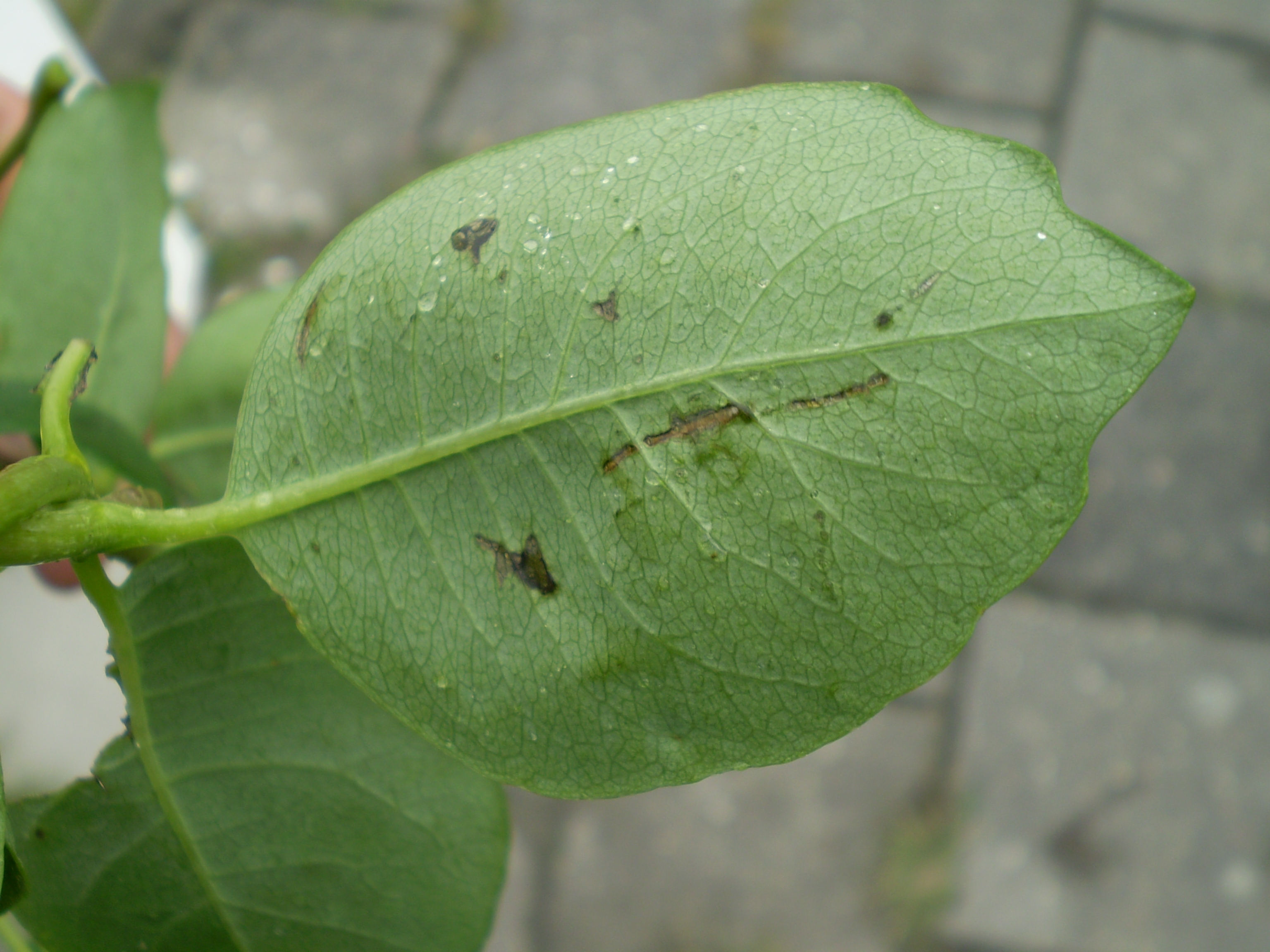
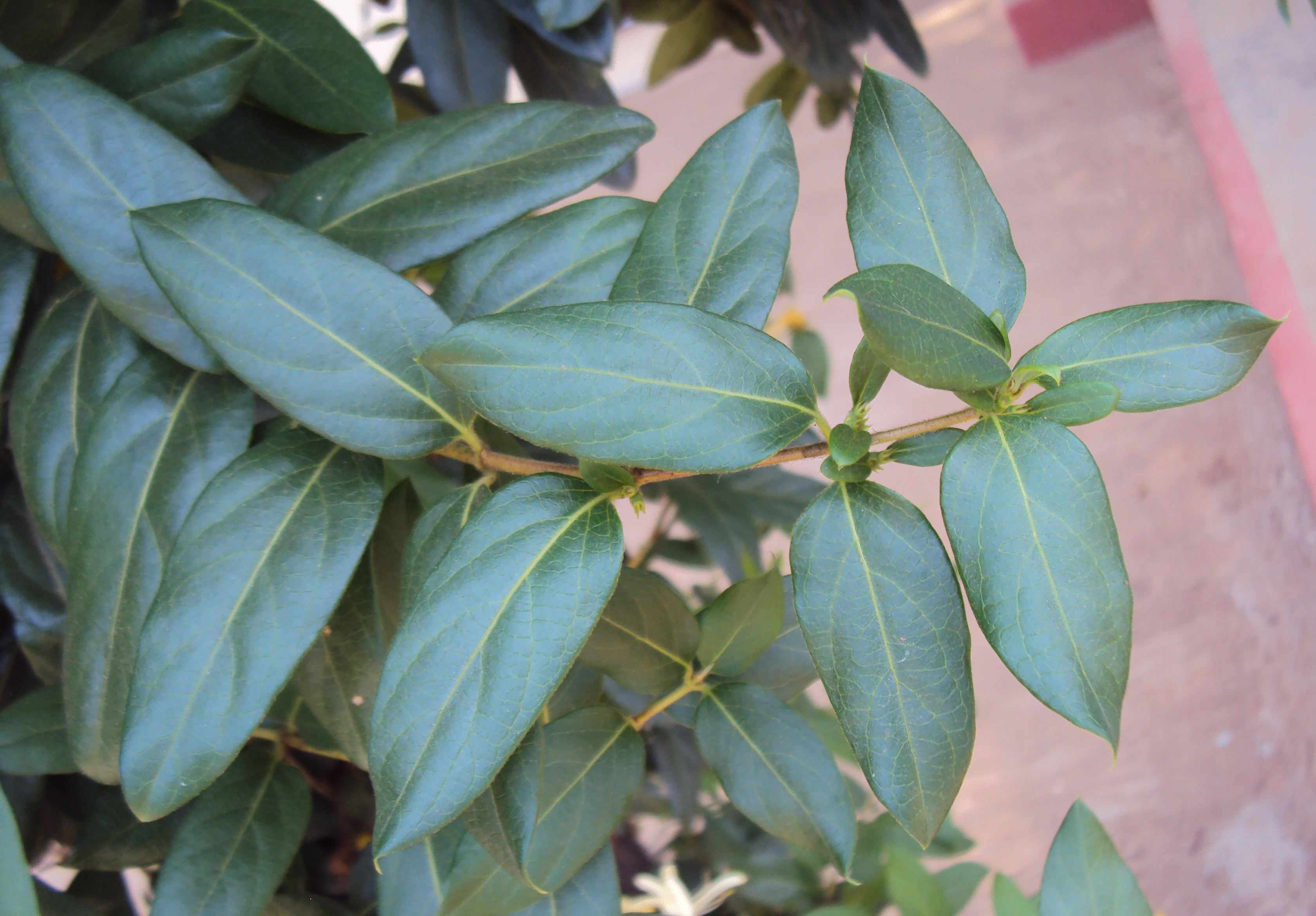
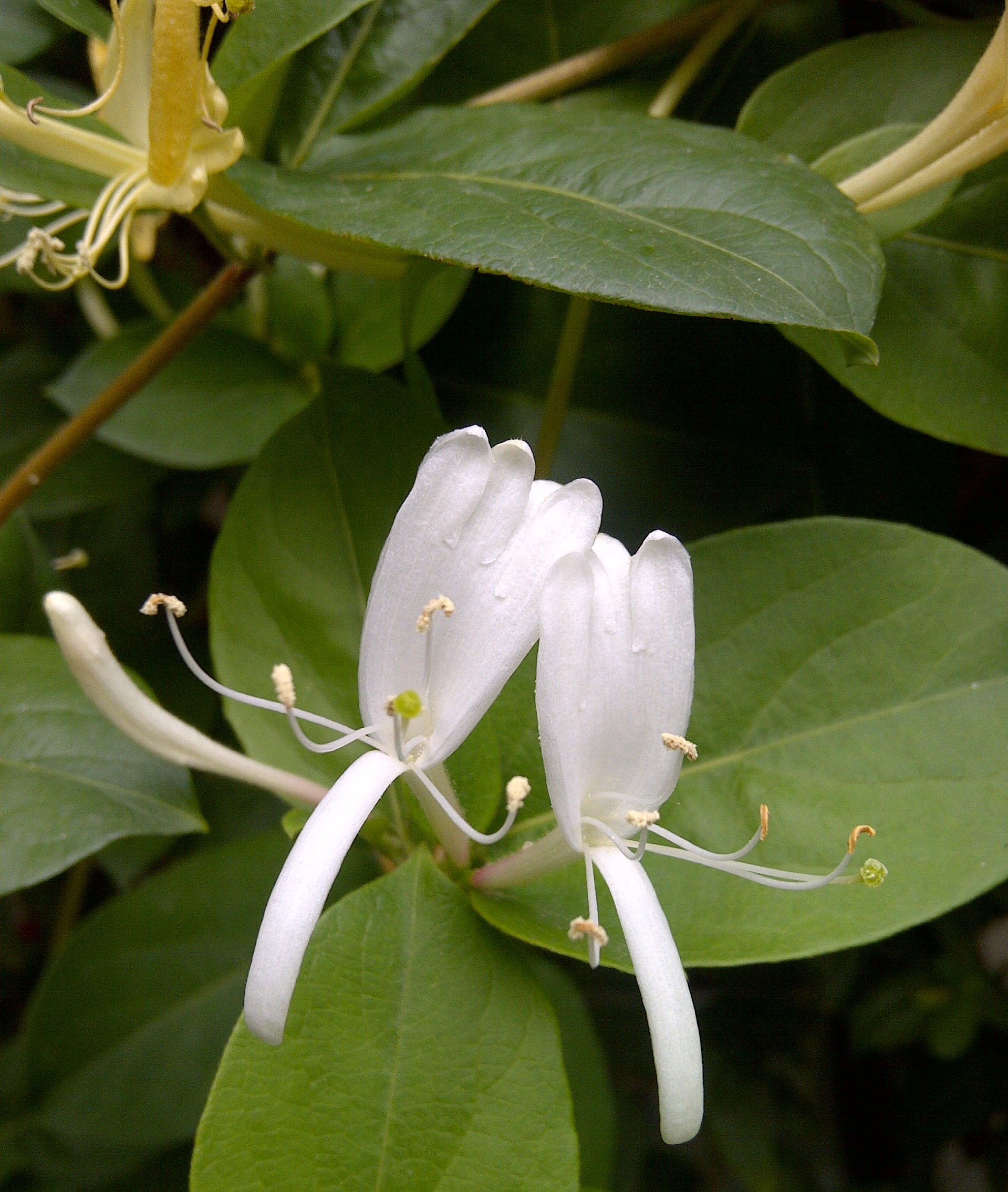
Virágai
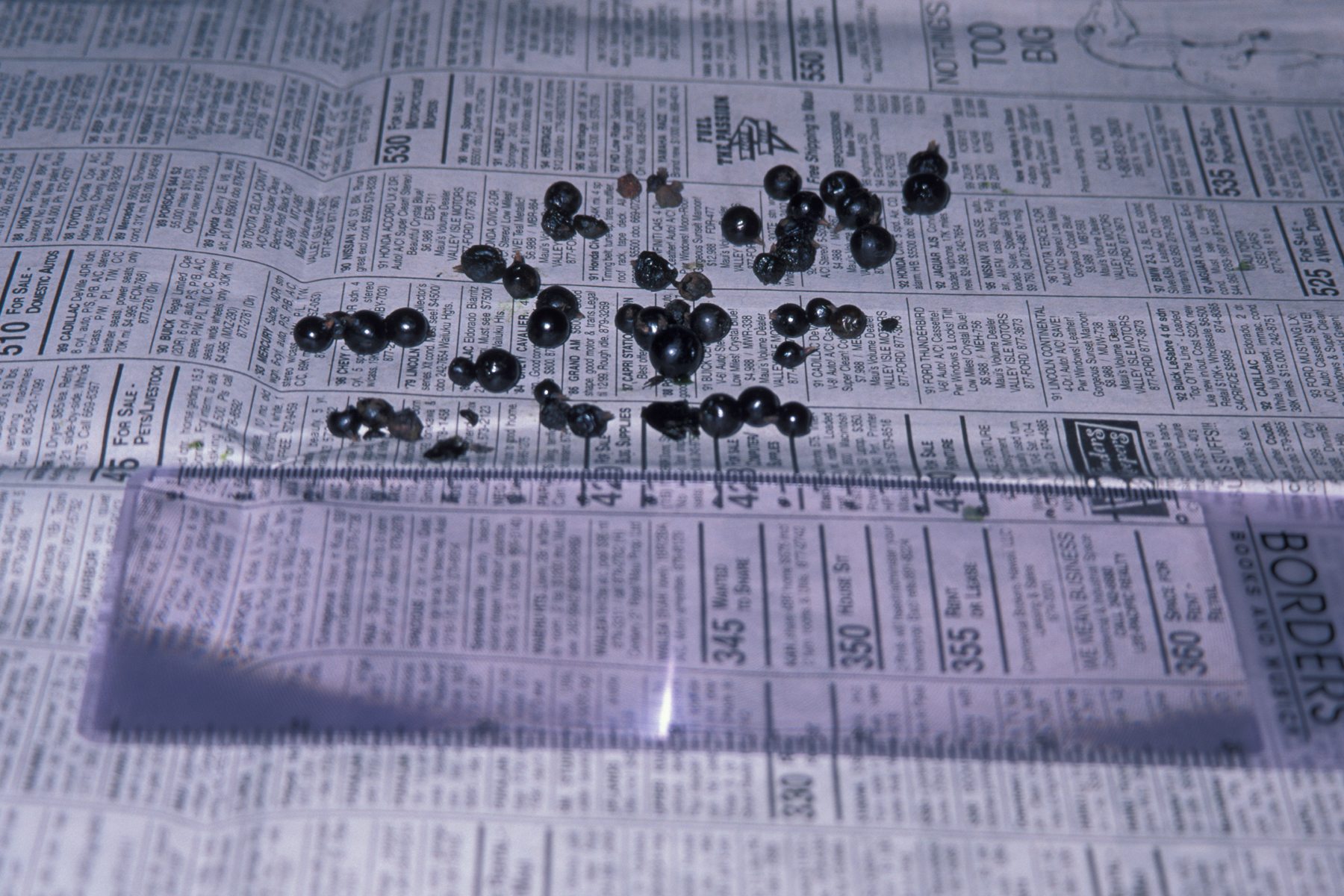
Termései

## Fordítás
- Ez a szócikk részben vagy egészben  a   Lonicera japonica című angol Wikipédia-szócikk ezen változatának fordításán alapul.  Az eredeti cikk szerkesztőit annak laptörténete sorolja fel. Ez a jelzés csupán a megfogalmazás eredetét és a szerzői jogokat jelzi, nem szolgál a cikkben szereplő információk forrásmegjelöléseként.